# Göran Nordahl
Göran Nordahl (* 22. November 1928 in Hörnefors; † 19. Oktober 2019) war ein schwedischer Fußballspieler.

## Sportlicher Werdegang
Nordahl entstammt einer großen Fußballerfamilie. Er begann analog zu seinen Brüdern Gunnar, Bertil und Knut Nordahl seine Fußballkarriere in seinem Heimatort bei Hörnefors IF. Gemeinsam mit seinem Zwillingsbruder Gösta Nordahl wurde er von Trainer Carl-Elis Halldén zum Probetraining bei IFK Norrköping eingeladen. Nachdem beide überzeugten, liefen sie ab 1949 für den Klub in der Allsvenskan auf. Während sich Gösta in der Mannschaft festspielen konnte, blieb Göran hinter den Erwartungen zurück. Enttäuscht kehrte er daher nach nur einer Spielzeit zu seinem Heimatverein zurück, bei dem er seine Karriere unterklassig fortsetzte. Später war er nach dem Ende seiner aktiven Laufbahn als Funktionär für den Verein tätig.